# Cumbre Nueva

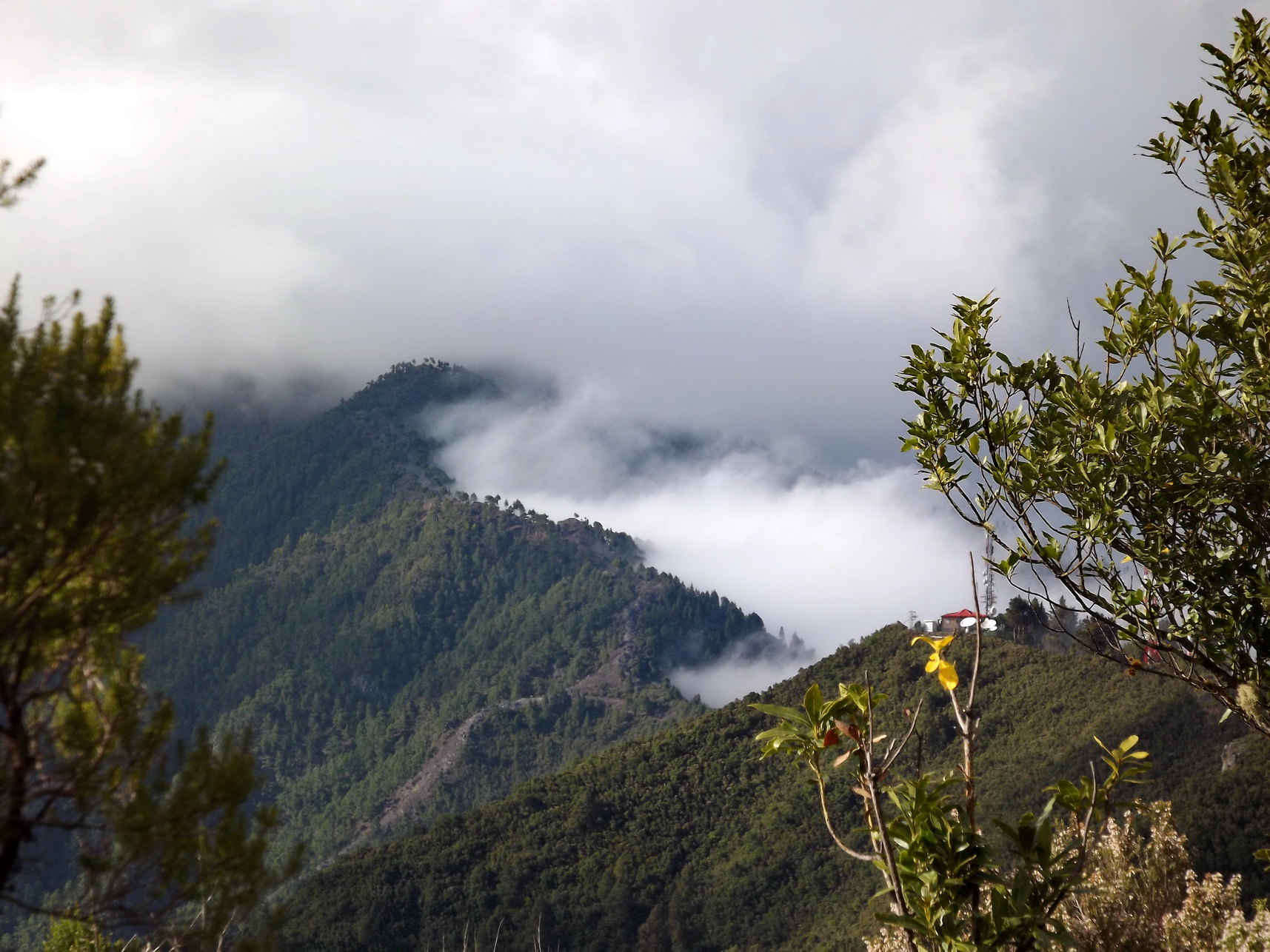
Cumbre Nueva, de "wolkenwaterval"

De Cumbre Nueva (Nieuwe Kam) is een bergketen op het Canarische Eiland La Palma. De keten is 9 km lang en verbindt de Caldera de Taburiente in het noorden met de Cumbre Vieja in het zuiden. Het hoogste punt is de Pico Ovejas (1854 m), waar de bergrug aansluit aan de Caldera.
De keten heeft geen geprononceerde toppen. De benoemde toppen zijn, van noord naar zuid:
- Pico Ovejas (1854 m);
- Reventón (1434 m);
- Cumbrera (1435 m);

De Cumbre Nueva vormt een scherpe grens tussen het droge, westelijke deel, en het vochtige, oostelijke deel van La Palma. In combinatie met de overheersende passaatwinden geeft dat aanleiding tot zogenaamde "wolkenwaterval", wanneer de wolken over de kam en langs de westelijke helling naar beneden stromen, tot ze door de wind worden teruggeblazen.
De bergrug is gemakkelijk bereikbaar vanuit Refugio del Pilar aan het zuidelijke uiteinde. Een brede wandelweg loopt over de kam tot aan Reventón, waar hij de Camino Real kruist, en tot verder naar de kraterwand van de Caldera de Taburiente. De GR 131 loopt langs dit pad.
Op de Reventón en de Cumbrera staan zendmasten opgesteld. Onder de Cumbrera loopt de Túnel de la Cumbre, die het oosten van La Palma met het westen verbindt. Aan de voet van de Cumbre Nueva, langs de pas van Camino Real, ligt een kapel gewijd aan de Virgen del Pino, de patroonheilige van Gran Canaria.

## Etymologie
De naam Cumbre Nueva heeft niets met de ouderdom van de bergketen te maken, maar met de bergpassen die de keten kruisen. De eerste verbinding tussen Santa Cruz de la Palma en El Paso, de Camino Viejo (Oude weg), liep langs de huidige Refugio del Pilar over de Cumbre Vieja. Later werd de nieuwe weg (Camino Nuevo of Camino Real) aangelegd langs de Reventón in de Cumbre Nueva.

## Vulkanische activiteit
In tegenstelling tot wat de naam doet vermoeden is de Cumbre Nueva veel ouder dan de Cumbre Vieja (Oude Kam). De huidige Cumbre Nueva is het restant van een grote vulkaan die na en ten zuiden van de Taburiente tot ontwikkeling kwam, maar waarvan ongeveer 580.000 jaar geleden het grootste, westelijke deel in zee verdwenen is.
De keten kent momenteel geen vulkanen meer, maar in de oude krater, nu de hoogvlakte van El Paso en Los Llanos de Aridane, zijn nog verschillende kleine vulkanen te vinden. Eén daarvan, de Montaña Quemada, kende zijn laatste uitbarsting in 1492.

## Flora
De flora langs de berghelling is aangepast aan het overheersende microklimaat. De westelijke helling is voornamelijk begroeid met ijle bossen van Canarische den (Pinus canariensis), de oostelijke helling daarentegen met dichte Laurisilva of laurierbossen met een dichte ondergroei van varens zoals Dryopteris oligodonta en Diplazium caudatum. De top van de kam en de bovenste westelijke hellingen zijn het domein van de boomhei (Erica arborea) en van Myrica faya, een vegetatietype dat fayal-brezal wordt genoemd.